# Blepyrus tenuiscapus
Blepyrus tenuiscapus är en stekelart som först beskrevs av Kerrich 1967.  Blepyrus tenuiscapus ingår i släktet Blepyrus och familjen sköldlussteklar. Inga underarter finns listade.